# Buntgras-verbond
Het buntgras-verbond (Corynephorion) is een verbond uit de buntgras-orde (Corynephoretalia canescentis).
Het is een groep van kortlevende plantengemeenschappen van kalkarme, zure, oligotrofe en humusarme duin- en stuifzanden. De vegetatie bestaat vooral uit buntgras, haarmos en korstmossen.

## Naamgeving en codering
| Corynephorion canescentis Klika 1931 |

- Syntaxoncode voor Nederland (rVvN): r14Aa
- BWK-karteringscode: ha

De wetenschappelijke naam Corynephorion is afgeleid van de botanische naam van de kensoort buntgras (Corynephorus canescens).

## Fysiognomie
De vegetatie van het buntgras-verbond wordt gekenmerkt door een zeer open structuur met volledige afwezigheid van de boom- en de struiklaag.
In de kruidlaag zijn grassen en grasachtige planten dominant, aangevuld met eenjarige planten die zich ieder jaar opnieuw uit zaad vormen, als de omstandigheden gunstig zijn. De hoofdbloei vindt plaats op het einde van de zomer.
De moslaag is dikwijls opvallend aanwezig met enkele bladmossen en vooral veel korstmossen.

## Ecologie
Het buntgras-verbond vindt men op open, droge, kalkarme tot kalkloze, zure tot vrij zure, oligotrofe zandbodems zonder of met zeer weinig humus, zoals in de binnenduinen van de kuststreek, en in zandverstuivingen in binnenlandse landduinen.

## Associaties in Nederland en Vlaanderen
Het buntgras-verbond wordt in Nederland en Vlaanderen vertegenwoordigd door twee associaties.
- - associatie van buntgras en heidespurrie (Spergulo-Corynephoretum)
  - duin-buntgras-associatie (Violo-Corynephoretum)

In Vlaanderen verschilt de duin-buntgras-associatie, omwille van de relatieve kalkrijkdom van de kustduinen, zozeer van de associatie van buntgras en heidespurrie, dat die eerste soms in het duinviooltjes-verbond (Galio-Koelerion) geplaatst wordt in plaats van in het buntgras-verbond.

## Diagnostische taxa voor Nederland en Vlaanderen

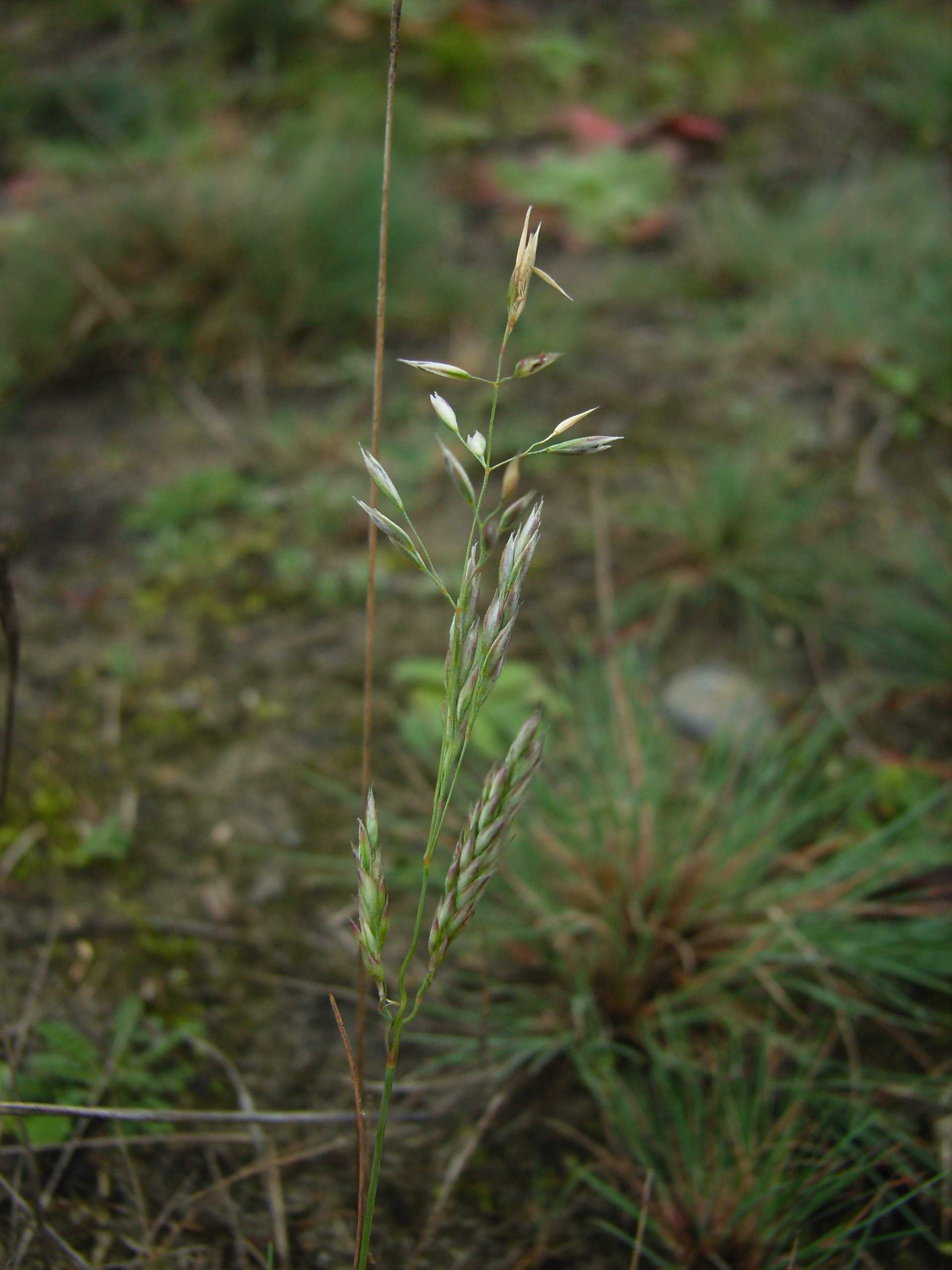
Buntgras

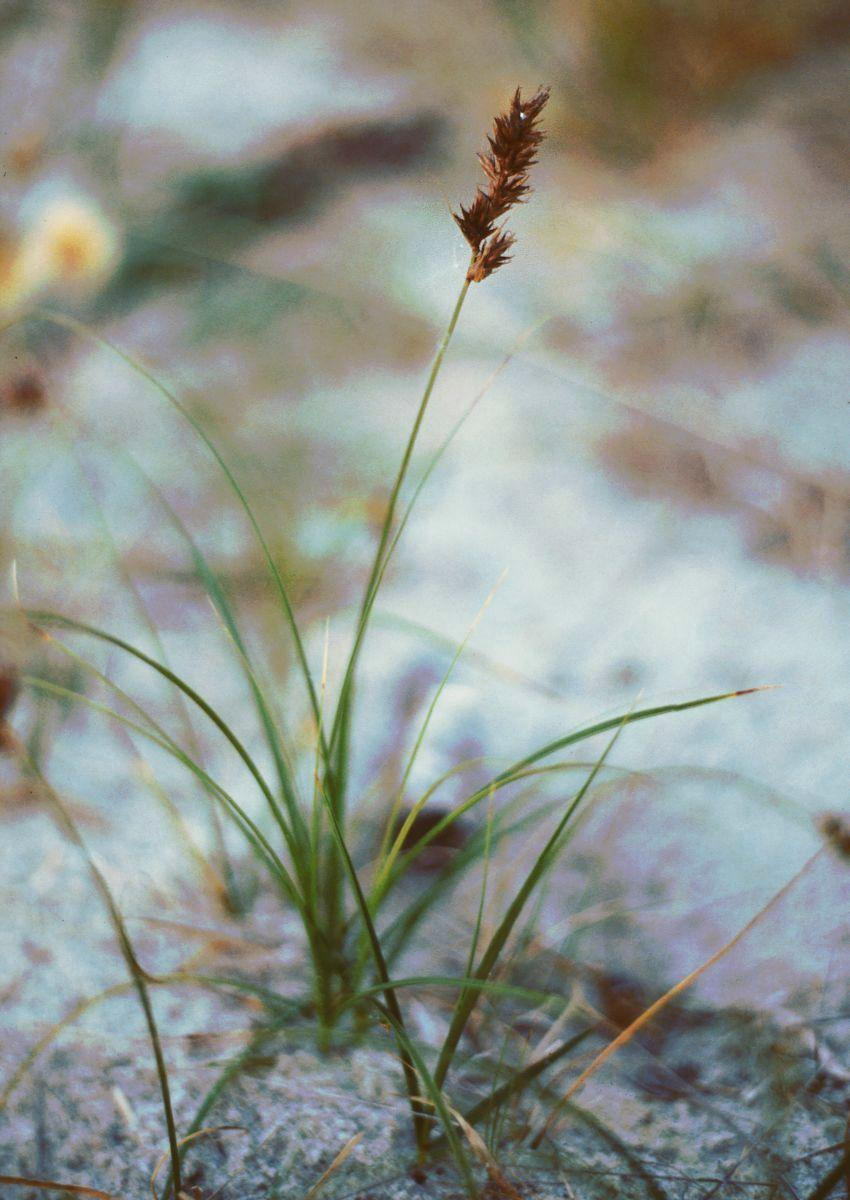
Zandzegge

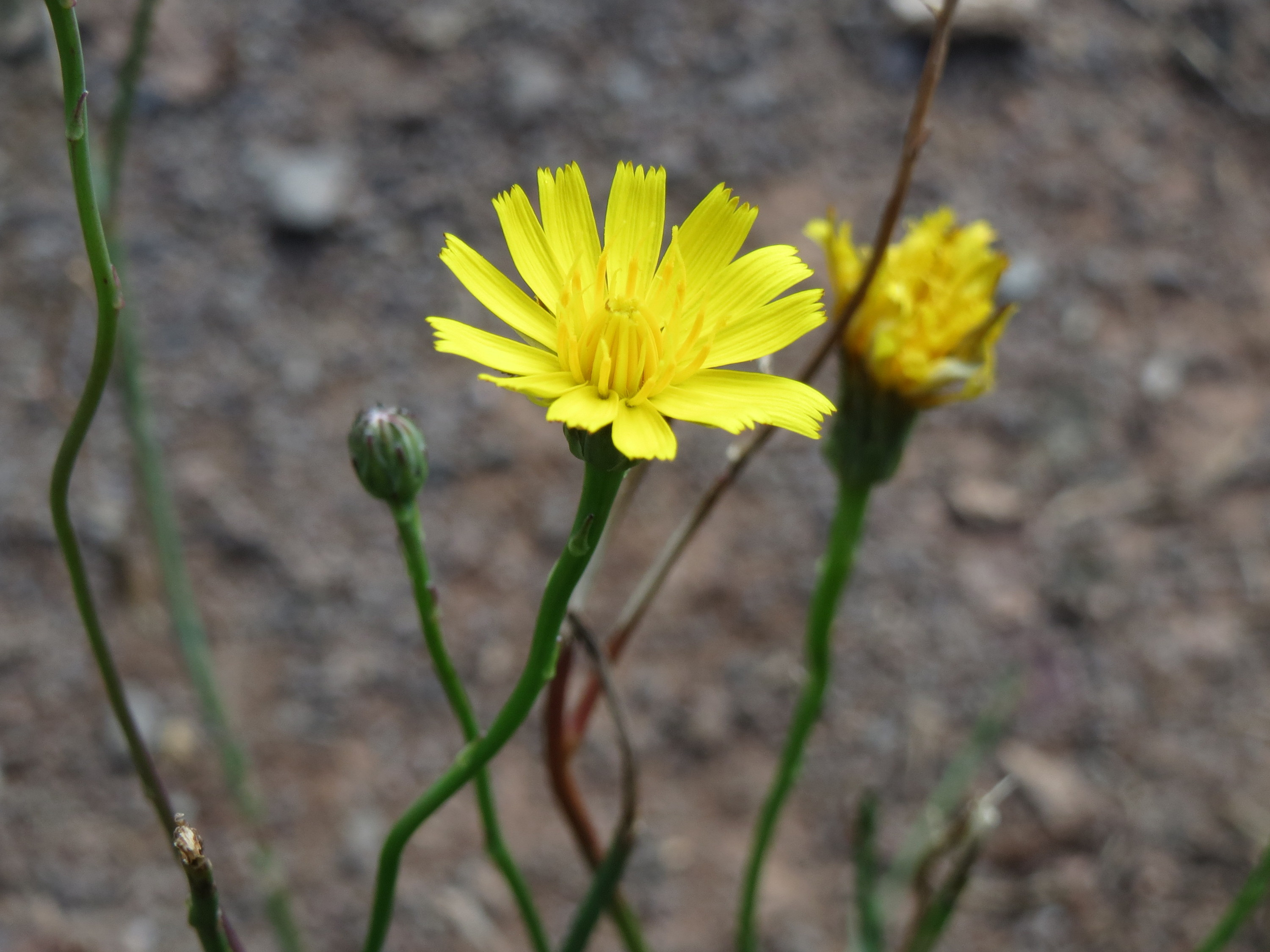
Gewoon biggenkruid

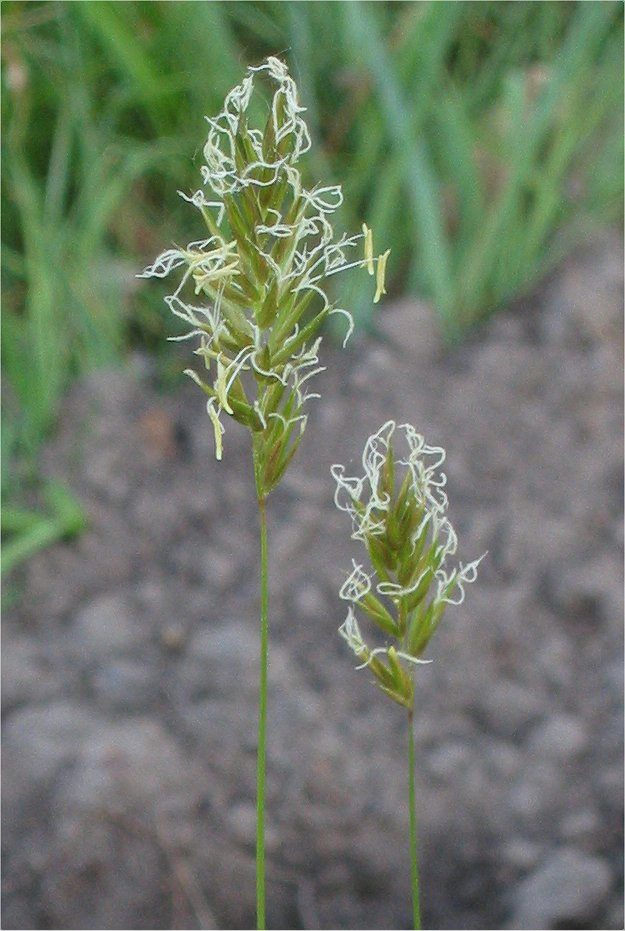
Vroege haver

Het buntgras-verbond heeft voor Nederland en Vlaanderen slechts één kensoort bij de vaatplanten, het naamgevende buntgras. Daarbuiten komen zandzegge, gewoon biggenkruid en vroege haver vrij frequent voor.
Tussen de bladmossen vinden we meestal wel de verbond-kensoort ruig haarmos, bij de korstmossen frequent het kraakloof, terwijl het rafelig bekermos eerder zeldzaam is.
Kruidlaag
| Kentaxon | Diff.soort | Presentie | Triviale naam      | Botanische naam         |
| -------- | ---------- | --------- | ------------------ | ----------------------- |
| kV       |            | > 90%     | buntgras           | Corynephorus canescens  |
| kK       |            | 20-90%    | zandzegge          | Carex arenaria          |
| kK       |            | 10-40%    | gewoon biggenkruid | Hypochaeris radicata    |
| kK       |            | 10-30%    | vroege haver       | Aira praecox            |
| kK       |            | 0-20%     | zandhoornbloem     | Cerastium semidecandrum |
| kK       |            | 0-20%     | geel walstro       | Galium verum            |

Moslaag
| Kentaxon | Diff.soort | Presentie | Triviale naam         | Botanische naam       |
| -------- | ---------- | --------- | --------------------- | --------------------- |
| kV       |            | 30-90%    | ruig haarmos          | Polytrichum piliferum |
| kV       |            | 40-80%    | gewoon kraakloof      | Cetraria aculeata     |
| kV       |            | 10-20%    | rafelig bekermos      | Cladonia ramulosa     |
| kK       |            | 10-40%    | gewoon purpersteeltje | Ceratodon purpureus   |
| kK       |            | 10-20%    | gewoon klauwtjesmos   | Hypnum cupressiforme  |
| kK       |            | 10%       | grijze bisschopsmuts  | Racomitrium canescens |

## Fauna
De vegetatie van het buntgras-verbond vormt voor een grote groep fauna het belangrijkste habitat. Onder de insecten zijn dit bijvoorbeeld buntgrasbreedneus, buntgrasmier en verscheidene zandloopkevers, graafwespen en graafbijen.

## Biologische Waarderingskaart
In de Biologische Waarderingskaart (BWK) van Vlaanderen en het Brussels Hoofdstedelijk Gewest is deze associatie opgenomen als struisgrasvegetatie (ha) subtype Buntgrasverbond.
Dit vegetatietype staat gewaardeerd als 'biologisch zeer waardevol'.

## Fotogalerij

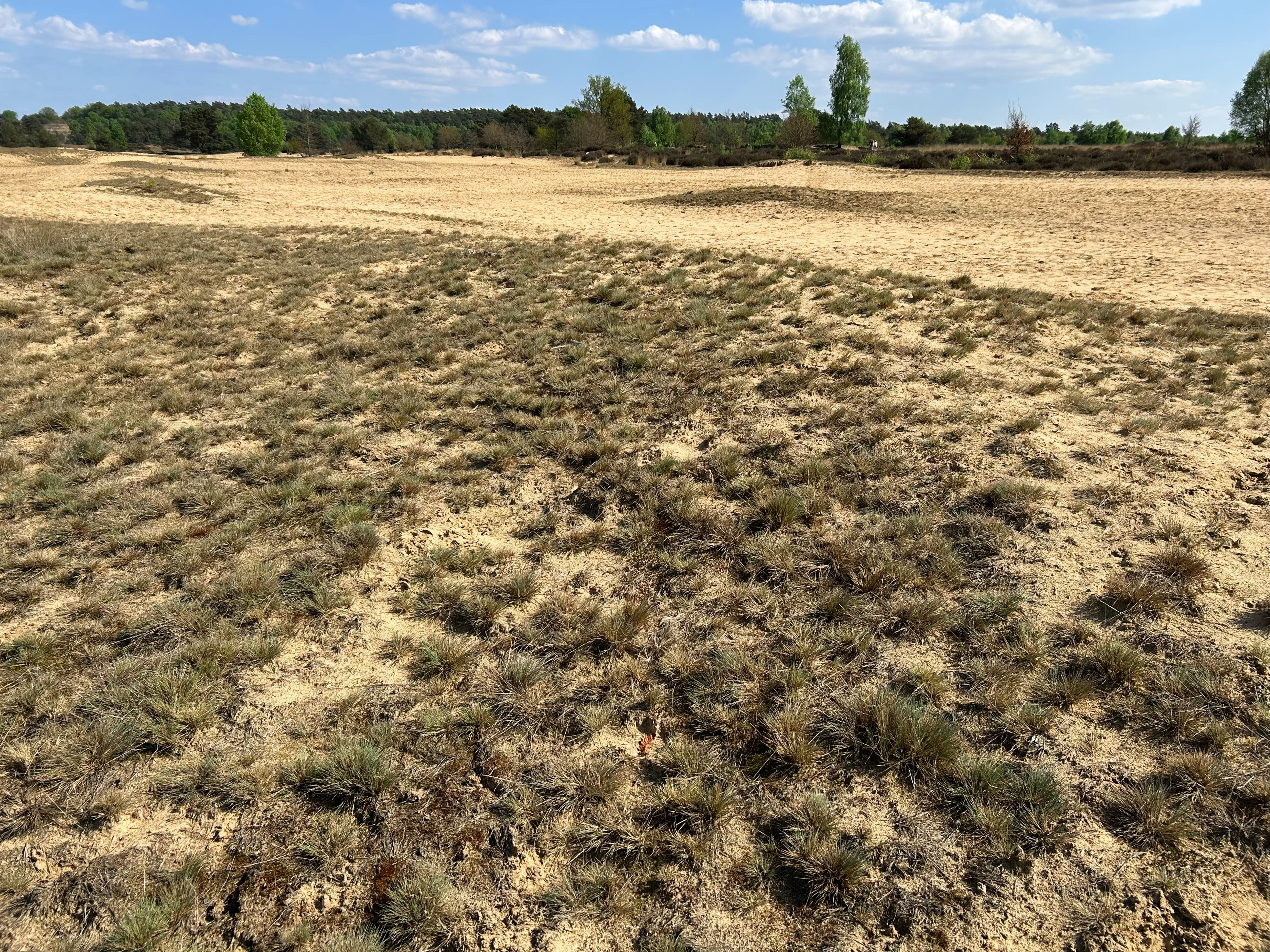
Een droog voorjaarsaspect van de associatie van buntgras en heidespurrie.